# Fernando Ventura
Fernando Ventura (São Paulo, 23 de julho de 1980) é um quadrinista, colorista, arte-finalista, designer gráfico e historiador Disney brasileiro.
Criou quadrinhos Disney para a Editora Abril/Abril Jovem, foi roteirista free-lancer da editora dinamarquesa Egmont. Produziu ilustrações para projetos variados como livros didáticos, histórias em quadrinhos e o site iGirl (Portal iG). Alguns de seus trabalhos com quadrinhos Disney permanecem inéditos.

## Carreira

### NW Studio
Trabalhou para o NW Studio, de Orlando Paes Filho, entre 1999 e 2003, onde criou suas primeiras histórias em quadrinhos Disney. O estúdio era um dos principais pilares da produção 2000 de quadrinhos Disney da editora Abril, destacando-se pelo colorido diferenciado. Quando a produção Disney encerrou em 2001, o estúdio se especializou na produção de Style Guides para grandes empresas, enquanto seu fundador desenvolvia seu livro e personagem Angus - O Primeiro Guerreiro.
Style Guides desenvolvidos pelo NW Studio:
- Susie - Estrela
- Chamyto
- Chambynho
- Café Cancum
- Ambev - Guaraná Caçulinha
- Jungle Kids

### Pesquisa e produção de Quadrinhos Disney
Desde 2003 tem traduzido e colorido histórias Disney para a Editora Abril e outras editoras Disney licenciadas. Destacou-se em 2008 pelo resgate de uma série de histórias de uma página do Zé Carioca de seu antigo professor Waldyr Igayara de Souza, muitas das quais eram consideradas perdidas. Também coloriu histórias clássicas para a editora americana Gemstone Publishing, Egmont e Boom! Studios.
Fernando é especializado na história das histórias em quadrinhos Disney brasileiras, tendo apresentado em 2003, a monografia "Zé Carioca no Traço do Canini - As Histórias em Quadrinhos Disney de Renato Canini", como trabalho de pós-graduação em design gráfico no Centro Universitário Belas Artes de São Paulo, em 2009, anunciou que a monografia seria base para um livro.
É um dos coordenadores brasileiros do projeto Inducks, onde pesquisa os créditos do material Disney produzido no Brasil.
Fernando criou um blog exclusivamente para os quadrinhos Disney produzidos no Brasil.
Com o encerramento da produção de quadrinhos, Disney, Fernando arquivou roteiros inéditos dos quadrinhos Disney.
Em Agosto de 2011, participou da I Jornadas Internacionais das Histórias em Quadrinhos realizado pelo Observatório de Histórias em Quadrinhos da Escola de Comunicações e Artes da Universidade de São Paulo, onde apresentou o texto Inducks e Créditos nos Quadrinhos Disney Brasileiros, escrito em parceria com Celbi Pegoraro, dois anos depois, na segunda edição do evento, o texto foi publicado no livro Intersecções Acadêmicas – Panorama das Primeiras Jornadas Internacionais de Histórias em Quadrinhos, publicado pela Criativo Editora e organizado por Waldomiro Vergueiro, Paulo Ramos e Nobu Chinen. Em 2012, em comemoração aos 70 anos do Zé Carioca, a Editora Abril publica a história Acrescentando Uma Torneira no especial Zé Carioca 70 anos - Volume 1, escrita e roteirizada por ele, no ano seguinte, a editora retoma a publicação de histórias inéditas, porém, restringindo a uma história por edição, novamente uma história do autor, Um Crocodilo no Rio, é escolhida para a edição 2381 da revista regular do Zé Carioca, na edição seguinte é escolhida uma história escrita por Arthur Faria Júnior
, Na edição 2386, Ventura introduz nas histórias brasileiras, a Vovó Carioca, personagem criada por Jan Kruse e Bas Heymans para os quadrinhos do papagaio na Holanda.
Em Outubro do mesmo ano, morre o quadrinista Renato Canini, a editora resolveu então publicar duas histórias inéditas: Kung Fu Papagaio de Lúcia de Nobrega e A Fuga Muito Doida do Zé Carioca, idealizada pelo editor Paulo Maffia e escrita e desenhada pelo próprio Ventura, a história havia sido criada para ser desenhada pelo próprio Canini, para a edição 5 da coleção Mestres Disney, porém, o próprio criou uma história própria e esta ficou guardada para um retorno da produção nacional, a história faz homenagem a trabalho do próprio Canini com o papagaio da Disney.
Em Agosto de 2015, participou da III Jornadas Internacionais das Histórias em Quadrinhos, onde apresentou o texto Disney Made in Brazil: Anos 1950, em 2017, participa da IV Jornadas Internacionais das Histórias em Quadrinhos com o texto Disney Made in Brazil: Anos 1960, em 2018 participa da V Jornada com o texto Disney Made in Brazil: Anos 1970 - Zé Carioca.
As histórias de Zé Carioca deixaram de ser produzidas em 2016.
Em 2020, volta a produzir história do Zé Carioca, agora publicado na revista Aventuras Disney da editora Culturama, onde estréia como arte-finalista.

## Quadrinhos não-Disney
Fernando produziu histórias baseadas no desenho animado Os Padrinhos Mágicos da Nickelodeon, publicadas na Revista Recreio, escreveu e roteirizou a história Um Amor de Babá e desenhou a história Peixinhos e Peixões, roteirizada por Arthur Faria Júnior, publicadas em 2006 nas edição 330 e 331, respetivamente. Como colorista, Fernando foi responsável pelas cores de A Turma do Arrepio pela Editora As Américas (2010), "Almanaque Sacarrolha - 40 Anos" de Primaggio Mantovi pela Editorial Kalaco (2012) e Gemini 8 da TV PinGuim pela editora Abril (2012).

## Televisão
Apresentou o quadro "Lápis Mágico" do programa "Playhouse Disney" (2002 - 40 episódios - 1ª temporada) do Disney Channel, onde ensinava a desenhar personagens Disney.
Lista de personagens que desenhou no Playhouse Disney:
- Mickey
- Minnie Mouse
- Pateta
- Pluto
- Chiquinho e Francisquinho
- Bafo-de-Onça
- Pato Donald
- Sobrinhos do Donald
- Margarida
- Tio Patinhas
- Gastão
- Peninha
- Professor Pardal
- Lampadinha
- Vovó Donalda
- Irmãos Metralha
- Maga Patalógika
- Zé Carioca
- Nestor
- Lobão
- Porquinho Prático
- Tico e Teco
- 313
- Caixa-Forte
- Casa do Pluto
- Casa do Mickey
- Ursinho Pooh
- Guru
- Leitão
- Tigrão
- Linguado
- Sebastião
- Gênio (Aladdin)
- Timão e Pumba
- Woody
- Buzz Lightyear
- ET Toy Story
- Mike (Monstros S.A.)
- Sulley (Monstros S.A.)

Em 2 de Julho de 2006 foi um dos convidados do programa "Loucos por Copa" da ESPN Brasil, onde desenhou o Zé Carioca em diversas situações relacionadas à Copa do Mundo.